# The Circus (album Take That)
The Circus – piąty album brytyjskiej formacji Take That wydany 1 grudnia 2008.

## Lista utworów
1. "The Garden" – 5:08 Śpiew : Mark Owen, Jason Orange, Howard Donald
2. "Greatest Day" : Gary Barlow (Gary Barlow, Howard Donald, Jason Orange, Mark Owen) – 4:01
3. "Hello" – 3:31 : Mark Owen
4. "Said It All" – 4:16 : Gary Barlow, Mark Owen (częściowo)
5. "Julie" – 3:53 : Mark Owen
6. "The Circus" – 3:34 : Gary Barlow
7. "How Did It Come to This" – 3:11 : Jason Orange, Howard Donald (częściowo)
8. "Up All Night" – 3:25 : Mark Owen
9. "What Is Love" – 3:28 : Howard Donald
10. "You" – 4:13 : Gary Barlow
11. "Hold Up A Light" – 4.17 : Mark Owen
12. "Here" – 4:27 : Howard Donald
13. "She Said" (ukryty utwór) – 2.33 : Gary Barlow

## Single
1. "Greatest Day"
Wydany 24 listopada 2008
2. "Up all night"
Wydany 2 marca 2009
3. "The Garden"
Wydany 20 marca 2009
4. "Said it all"
Wydany 15 czerwca 2009

## Sprzedaż oraz listy przebojów
Na rynku Wielkiej Brytanii album znalazł 306,000 nabywców (platynowa płyta) już w pierwszych czterech dniach sprzedaży, co czyni album The Circus najszybciej sprzedającym się albumem roku i jednym z najszybszych w historii brytyjskich notowań. Album już w pierwszym tygodniu po premierze osiągnął pozycję nr. 1 na brytyjskiej UK Singles Chart, dnia 7 grudnia 2008 roku wraz z ogólną sprzedażą sięgającą 3 miejsca w historii UK – 432,490 kopii.
| Lista Przebojów (2008) | Pozycja | Sprzedaż | Certyfikat |
| ---------------------- | ------- | -------- | ---------- |
| UK Albums Chart        | 1       | 432,490  | Platyna    |
| German Albums Chart    | 14      |          |            |
| Irish Albums Chart     | 1       |          |            |
| Swiss Albums Chart     | 22      |          |            |
| Spanish Albums Chart   | 27      |          |            |
| Italian Albums Chart   | 32      |          |            |
| Austrian Albums Chart  | 42      |          |            |
| Danish Albums Chart    | 29      |          |            |